# Ангелос Сакелариу
Ангелос Сакелариу, срещан в българските източници като Ангелаки Сакелариди (на гръцки: Άγγελος Σακελλαρίου), е гръцки лекар и фармацевт и революционер, деец на Гръцката въоръжена пропаганда в Македония от началото на XX век.

## Биография
Ангелос Сакелариу е роден през 1856 година във Вилия, Мегарида, Кралство Гърция във видно семейство. Завършва Медицинския факултет на Атинския университет. Сакелариу е тясно свързан със семейство Драгумис - Стефанос Драгумис е избиран за депутат от Мегарида.
В 1891 година гръцкият генерален консул в Солу настанява млади учени за лекари и учители в хинтерланда на Македония, за да развиват пропагандна дейност. По препоръка на Драгумис Сакелариу е изпратен в българското градче Гумендже, където отваря собствена аптека. Гръцкият комитетет отдава голямо значение на Гумендже, тъй като, от една страна, районът е чисто български, в града има силна българска община, а той от друга страна, е от изключително стратегическо значение, тъй като контролът на участъка между Гумендже и Боймица осигурява комуникационен път между Западна, Централна и Северна Македония.
Сакелариу започва да ръководи местната гъркоманска партия около Образователното дружество с подрепата на Драгумис. Сакелариу предпочита първо да спечели доверието на турските власти и симпатиите на коренното население. Практикувайки своята наука, бързо става популярен сред всички жители, дори и сред турците. Според тогавашния обичай пациентите търсят лекаря в градската аптека. Там е центърът на Сакелариу, който скоро организира цялостна информационна мрежа, следяща българското революционно движение. Свещеници, учители и селяни участват в мрежата, с център в аптеката на Гумендже. Сакелариу бързо научава турски и български език. Започва да посещава и околните селата при пациенти, като същевременно организира гръцки комитети. Редовно праща доклади до Генералното консулство в Солун, но и до Стефанос Драгумис. За целта създава тайна пощенска станция, в която използва предимно млади хора, уж помощници на аптеката, сред които и Христо Пипчев. Българските дейци, забелязвайки напредъка на гръцкото движение, се оплакват на турските власти, че Сакелариу организира подривно движение срещу османското владичество. Сакелариу е арестуван, но не са му повдигнати конкретни обвинения и е освободен.
В 1897 година, при избухването на Гръцко-турската война Сакелариу като гръцки гражданин е изгонен от турските власти от Гумендже. Според Пипчев Сакелариу взима участие във войната като запасен фелдшер, но името му не фигурира в официалните списъци на медицинските кадри и вероятно Сакелариу се е погрижил името му да не се споменава, за да може да се върне в Македония.
През януари 1898 година година се завръща в Гумендже, където вследствие на войната гръцките дела са в упадък. Работи с помощта на гръцките учители Йоанис Алиос, Г. Крецовалис и Василиос Нерандзис. В писмен доклад до Атина предлага да се издържат малки деца в Гърция като контрадействие на популярното в Гумендже учене в Свободна България. Правителството не отговаря положително на това предложение.
Българският комитет на ВМОРО му праща заплашителни писма, но въпреки това на Нова година 1899 той се сгодява за Мария Хаджиянева, дъщеря на първенец гъркоманин от Гумендже. На 30 ноември 1900 година двама българи устройват засада пред къщата на Хаджиянев и стрелят в гръб по Сакелариу, който получава четири огнестрелни рани. Турските власти арестуват заподозрени през нощта. На следния ден от гръцкото консулство в Солун пристигат Теодорос Аскитис и хирургът П. Иконому, който го спасява. Благодарение на активността на гръцката дипломация опитът за убийство на Сакелариу има широк отзвук на дипломатическо равнище. Румънският посланик в Цариград, Александру Гика, пише, че най-енергично протестира пред османските власти руският му колега Зиновиев, който заявява, че Турция е достатъчно силна, за да задуши опитите на „въоръжените банди“ за 24 часа. Ако репресията стигне до проливане на кръв, подчертава Зиновиев, Турция няма да бъде упрекната.
На 4 октомври 1904 година българският деец Султанче убива с нож гъркоманката Мария Пулкина и ранява сина ѝ Константин. Пулкина е единствената, която свидетелства срещу българите на делото за опита на убийство на Сакелариу. И тя и мъжът ѝ получават смъртни присъди от ВМОРО. Така главният свидетел отсъства по време на процеса срещу обвинените българи в Солун.
Сакелариу получава заплахи от ръководителя на българските чети в района Апостол Петков, но въпреки това той продължава да обикаля селата в Гумендженско, придружаван от двама въоръжени телохранители албанци. Два нови опита за убийството му също са неуспешни. Сакелариу пише пропагандно писмо до филелинската английска асоциация „Байрон“, подкрепено от инспектора на гръцките училища Георгиос Хадзикириаку, учителката Мария Аргиропулу и различни гъркомани. Писмото излиза в „Таймс“ и след това в атинските вестници. В писмото се отправя призив към филантропските чувства на английския народ, на Камарата на общините и на крал Едуард за прекратяване на тези българските „престъпления“. През ноември 1904 година е убит неговият помощник, гръцкият учител Янис Пицулас. През септември 1905 година започва бойкот на българските търговци в Гумендже по нареждане на ръководството на ВМОРО с искане Ангелос Сакелариу да напусне града. В резултат е затворен градският пазар и загуби търпят българските, гръцките и турските търговци.
Сакелариу по линията на контактите си с Драгумис установява връзка и с Павлос Мелас, с когото поддържа редовна комуникация. Той успява да убеди турските власти да разположат два полка редовна войска в Гумендже, за да възпират стремежите на Апостол Петков и неговите другари. Сакелариу лекува и турски войници и дори му е предложено му е да се запише в императорската армия като лекар с директно присъждане на чин майор. Изобщо има данни, че Секалариу действа като двоен агент и подпомага турското разузнаване в града, заради което всички опити той да бъде изгонен от Гумендже остават неуспешни.
През януари 1906 година Сакелариу дори посещава открито гръцкото консулство в Солун. Ламброс Коромилас праща с него на връщане към Енидже Вардар и Гумендже Димитриос Какавос, който да инспектира състоянието на гръцките общини в района. Сакелариу иска и получава военен ескорт и с каретата на Емин бей прекосяват Солунското поле. В Енидже Вардар гостуват на Емин бей и след това придружени от 60 войници пристигат в Гумендже, където Какавос отсяда у Сакелариу. Какавос се среща с всички сътрудници на Сакелариу, без да повдигне подозрения от турска страна.
Изтощен от борбата Сакелариу подава молба за смяна, която обаче после оттегля. На 30 януари 1906 година Сакелариу най-сетне се жени за Мария Хаджиянева - брак отлаган дълго по финансови причини. Над 30 служители на гръцките консулства в Македония са гости, а Йон Драгумис е кум. Учителите и учениците от гръцкото училище изпяват гръцкия национален химн.
През май 1906 година турските власти арестуват Сакелариу за подбудителство на палеж на мелница, но след разпит е освободен.
През април 1906 година в Гумендже е инсцениран атентат, след който са арестувани 13 видни българи. По-късно те са освободени, но остава съмнение, че Ангелос Сакелариу съвместно с турската власт организира провокацията. По спомени на ениджевардарци през август 1906 година терористична група на Ангелос Сакелариу участва в сражението между селата Тумба и Тушилово с четата на Апостол Петков на страната на турския аскер.
В 1910 година Сакелариу е приет в болницата „Евангелисмос“ в Атина поради усложнения от раните си от атентата в 1900 година. Лекарите не успяват да го спасят и той умира. Посмъртно е обявен за агент от I ред.